# Élections territoriales polynésiennes de 2018
Les élections territoriales polynésiennes de 2018 se déroulent les 22 avril et 6 mai 2018 en Polynésie française afin d'élire les 57 représentants à l'Assemblée de la Polynésie française. Une triangulaire a lieu au second tour, remportée par le Tapura huiraatira (« Liste du peuple ») mené par Édouard Fritch avec 38 sièges sur 57, assurant à ce dernier de remporter l'élection à la présidence polynésienne organisée la semaine suivante.

## Contexte
Trois principales forces politiques s'affrontent en Polynésie française, les anti indépendantistes de centre droit de Tapura huiraatira menés par Édouard Fritch, actuellement au pouvoir, les indépendantistes de gauche d'Oscar Temaru et les gaullistes anti indépendantistes du Tahoeraa huiraatira de Gaston Flosse. Longtemps élue à la proportionnelle intégrale avant l'ajout d'une prime majoritaire en 2013, l'assemblée de la Polynésie était marquée par une forte instabilité du fait du clivage de ses formations politiques sur la question du statut du territoire. En 2008, la désunion des forces anti indépendantistes avait permis aux autonomistes et indépendantistes d'en prendre temporairement les rênes et de demander la réinscription de la Polynésie française sur la liste onusienne des territoires non autonomes à décoloniser. Ce qui fut fait en 2013, alors même que les anti indépendantistes, revenus au pouvoir la même année sous l'égide de Gaston Flosse, demandait officiellement à l'ONU l'arrêt du processus,,.
Cofondateur du RPR avec Jacques Chirac, ancien président de la Polynésie française à plusieurs reprises sur une période cumulée de quinze ans depuis la mise en place de l'autonomie en 1984, Gaston Flosse, âgé de 88 ans, jouit toujours d'une bonne popularité en Polynésie malgré plusieurs condamnations judiciaires. Vainqueur des élections de 2013, Flosse a perdu la totalité de ses mandats locaux et s'est vu soumis à une peine d'inéligibilité de trois ans par une condamnations pour emploi fictifs en septembre 2014.
À cette affaire succède en 2016 celle portant sur des détournements de fonds publics afin de mettre en place des écoutes et filatures, ce qui lui vaut deux années d’inéligibilité supplémentaire. Le tribunal de Papeete, estimant que ces deux peines distinctes prennent effet l’une après l’autre, le rend ainsi inéligible pendant cinq ans à compter de 2014, soit jusqu’en juillet 2019. Un avis confirmé par le tribunal de première instance en janvier puis par la cour de cassation le 22 mars 2018. Son allié et dauphin politique Édouard Fritch le remplace alors. Longtemps ministre puis vice-président de Polynésie, ainsi que son ex-gendre en privé, Fritch finit cependant par s'éloigner de son mentor en politique, avant de créer son propre parti, le Tapura huiraatira, auquel se joignent de nombreux cadres du Tahoeraa huiraatira ainsi que le parti A Ti'a Porinetia arrivé en troisième position en 2013, jusqu'à réunir une majorité à l’Assemblée de la Polynésie française et dans la plupart des mairies de l'archipel. Fritch est ainsi donné favori aux territoriales du 22 avril.
Contraint par son inéligibilité à se retirer de la course électorale, Gaston Flosse continue cependant à diriger officieusement la campagne de sa formation, et confie temporairement les rênes du parti à Geffry Salmon, dans l'optique de revenir au pouvoir après la fin de sa peine en juillet 2019 pour que ce dernier lui cède le poste de président de la Polynésie française.
Issue d'une scission, les deux formations partagent plusieurs positions dont notamment le maintien de la Polynésie au sein de la République française, au total opposé de leur adversaire indépendantiste Oscar Temaru, qui table sur leurs divisions pour pouvoir l'emporter, bien que ses chances soient jugées faibles. Également l'un des piliers de la vieille garde politique menant la polynésie depuis quatre décennies, Temaru a laissé entendre qu'il serait prêt a transmettre la direction de Tavini huiraatira à son gendre Moetai Brotherson. Ce dernier est devenu le premier député indépendantiste de Polynésie française aux législatives de juin 2017.
Trois autres formations tentent également leurs chances, dont celle du président de l’Assemblée locale, Marcel Tuihani, auparavant allié à Flosse, et de celle de Tauhiti Nena, longtemps celui de Temaru. La branche locale de l'Union populaire républicaine, enfin, se présente sous le nom de liste « Dignité bonheur » menée par Jérôme Gasior. Les chances de ces formations d'atteindre le second tour sont cependant jugées très faibles.

## Mode de scrutin
Le mode de scrutin en vigueur est celui établi en 2011 par la loi organique no 2011-918 du 1er août 2011, art.  2. Les 57 représentants à l'assemblée de la Polynésie française sont  élus au scrutin proportionnel plurinominal de liste à deux tours, avec prime majoritaire. La Polynésie constitue une circonscription électorale unique dont les communes composent huit sous circonscriptions appelées sections, chacune dotée d'une prime majoritaire de un à quatre sièges selon leur population pour un total de 19 sièges de prime. 
Chaque liste présente 73 candidats répartis dans les huit sections. Chaque liste est composée alternativement d'un candidat de chaque sexe. Au premier tour, la liste ayant recueilli la majorité absolue des voix dans sa section se voit attribuer la prime majoritaire, puis les sièges restants sont répartis à la proportionnelle entre toutes les listes ayant franchi le seuil électoral de 5 % des voix selon la méthode de la plus forte moyenne, la première liste comprise. Si aucune liste n'obtient plus de 50 % des suffrages exprimés, il est procédé à un second tour entre toutes les listes ayant recueilli plus de 12,5 % des voix, celles ayant recueilli entre 5 % et 12,5 % pouvant fusionner avec les listes qui se sont maintenues. La liste arrivée en tête obtient alors la prime majoritaire, et les sièges restants sont répartis à la proportionnelle selon les mêmes conditions.
Les listes peuvent se voir rembourser une partie de leurs frais de campagne si elles atteignent le seuil de 3 % des suffrages exprimés au premier tour, pour peu qu'elles se soumettent à des exigences de transparence comptable et à la législation sur le format des documents de propagande à destination des électeurs.
| Section                               | Communes de la section                                                                              | Sièges à pourvoir | Dont prime majoritaire |
| ------------------------------------- | --------------------------------------------------------------------------------------------------- | ----------------- | ---------------------- |
| 1re des îles du Vent                  | Arue, Moorea-Maiao, Papeete, Pirae                                                                  | 13                | 4                      |
| 2e des îles du Vent                   | Hitiaa O Te Ra, Mahina, Paea, Papara, Taiarapu-Est, Taiarapu-Ouest, Teva I Uta                      | 13                | 4                      |
| 3e des îles du Vent                   | Faa'a, Punaauia                                                                                     | 11                | 4                      |
| Îles Sous-le-Vent                     | Bora-Bora, Huahine, Maupiti, Tahaa, Taputapuatea, Tumaraa, Uturoa                                   | 8                 | 3                      |
| Îles Tuamotu de l'Ouest               | Arutua, Fakarava, Manihi, Rangiroa, Takaroa                                                         | 3                 | 1                      |
| Îles Gambier et îles Tuamotu de l'Est | Anaa, Fangatau, Gambier, Hao, Hikueru, Makemo, Napuka, Nukutavake, Pukapuka, Reao, Tatakoto, Tureia | 3                 | 1                      |
| Îles Marquises                        | Fatu-Hiva, Hiva-Oa, Nuku-Hiva, Tahuata, Ua-Huka, Ua-Pou                                             | 3                 | 1                      |
| Îles Australes                        | Raivavae, Rapa, Rimatara, Rurutu, Tubuai                                                            | 3                 | 1                      |

## Forces en présence
| Parti | Parti                        | Chef de file   | Idéologie                                                                      | Résultat en 2013 (2d tour)        |
| ----- | ---------------------------- | -------------- | ------------------------------------------------------------------------------ | --------------------------------- |
|       | Tahoeraa huiraatira          | Geffry Salmon  | Droite Anti-indépendantisme, libéralisme, gaullisme, conservatisme             | 45,11 % des voix 38 représentants |
|       | Tavini huiraatira            | Oscar Temaru   | Gauche Indépendantisme polynésien                                              | 29,26 % des voix 11 représentants |
|       | Tapura huiraatira            | Édouard Fritch | Centre droit Anti-indépendantisme, social-libéralisme, républicanisme français | 25,63 % des voix 8 représentants  |
|       | Te Ora Api o Porinetia       | Marcel Tuihani | Centre droit Anti-indépendantisme                                              | Nouveau                           |
|       | E Reo Manahune               | Tauhiti Nena   | Centre gauche Autonomisme                                                      | Nouveau                           |
|       | Union populaire républicaine | Jérôme Gasior  | Extrême droite Autonomisme                                                     | Nouveau                           |

## Campagne
Au cours de la campagne, le parti du président sortant Édouard Fritch concentre son programme sur la consolidation de l'économie, notamment les principaux secteurs que sont le tourisme et les produits de la mer, déclarant que la Polynésie est « sur la voie du redressement », l'archipel ayant été frappé par plus d’une décennie de crise économique. Il prévoit ainsi un « plan d'urgence sociale » pour les plus démunis.
Dans l'opposition, Gaston Flosse propose un programme en douze mesures visant principalement les couches modestes, telles une baisse des prix des transports en commun, des coûts des abonnements à Internet, ou encore la gratuité des cantines scolaire. Le maintien de l’âge de départ à la retraite à 60 ans est également mis en avant, s'inscrivant en opposition aux intentions du gouvernement de le porter à 62 ans en raison du déficit de la caisse de retraites.
Les indépendantistes d'Oscar Temaru maintiennent leur demande d'un référendum d'autodétermination portant sur le statut du territoire, prenant exemple sur celui organisé la même année en Nouvelle-Calédonie. Tavini huiraatira demande également que l'État français prenne en charge le coût des conséquences sanitaires des essais nucléaires et indemnise les familles des vétérans du Centre d’expérimentation du Pacifique décédés de maladies dues aux radiations lors des essais nucléaires français.
Au cours de la campagne, il est notamment fait recours au largage de caisses de bulletins de vote par avion sur plusieurs îles parmi les plus petites et isolées de l'archipel. Telle Rapa, 500 habitants, ne disposant d'aucune piste d'aéroport et d'un ravitaillement mensuel par bateau.
L'entre deux tours est marquée par la fuite dans la presse de l'échec d'une tentative de rapprochement entre Gaston Flosse et Oscar Temaru, que le porte-parole du gouvernement  Tapura huiraatira, Jean-Christophe Bouissou, se fait fort de monter en épingle, les dirigeants des deux formations ayant affirmé à de nombreuses reprises leur refus d'une telle alliance. Le mandataire administratif et financier du Tavini Huiraatira, Étienne Chimin, reconnait qu'une ultime tentative d’accord a eu lieu à la mi-journée, en présence des deux dirigeants et à l’invitation du Tahoera’a Huiraatira.  Le dépôt de la liste de ce dernier aurait ainsi eu lieu vingt minutes avant l'heure limite légale du fait de ces tractations. Réunissant une conférence de presse, Bouissou fustige la tentative « La question a été posée [au cours des débats], directement. Question très simple : Allez-vous vous rapprocher, éventuellement fusionner ? Ils ont répondu non. Ils ont menti à la population. C’est ça la réalité de leur politique : ils sont capables de mentir pour gagner. Donc en réalité, la fin justifie les moyens.[...] Changer littéralement d’objectif, sur le plan idéologique, montre qu’en réalité ils ne considèrent pas les principes qui les animent comme étant quelque chose de fondamental. »

## Participation
Premier tour
La participation connait une baisse notable par rapport aux scrutins précédents, avec à midi 28,79 % des électeurs s'étant rendu aux urnes selon les estimations du Haut-Commissariat de la République en Polynésie française, contre 33,07 % en 2008 et 34,63 % en 2013. À 17 heures, elle s'élevait à 55,37 %, contre 62,23 % en 2008 et 62,14 % en 2013. Pour finalement s'établir à 61,51 % contre 67,46 % en 2013.
Second tour
La baisse de la participation par rapport aux précédentes élections se confirme au second tour, avec à midi 28,21 % des électeurs s'étant rendu aux urnes selon les estimations du Haut-Commissariat de la République en Polynésie française, contre 39,34 % en 2008 et 35,37 % en 2013. À 17 heures, elle s'élevait à 56,10 %, contre 67,28 % en 2008 et 64,08 % en 2013. Pour finalement s'établir à 66,82 % contre 72,79 % en 2013..

## Résultats
|                          |                              |                          |          |          |         |         |        |               |  |
| Liste                    | Liste                        | Tête de liste            | 1er tour | 1er tour | 2d tour | 2d tour | Sièges | +/-           |  |
| Liste                    | Liste                        | Tête de liste            | Voix     | %        | Voix    | %       | Sièges | +/-           |  |
|                          | Tapura huiraatira            | Édouard Fritch           | 53 795   | 43,04    | 66 730  | 49,18   | 38     | Nv.           |  |
|                          | Tahoeraa huiraatira          | Geffry Salmon            | 36 754   | 29,41    | 37 591  | 27,70   | 11     | 27            |  |
|                          | Tavini huiraatira            | Oscar Temaru             | 25 891   | 20,71    | 31 378  | 23,12   | 8      | 3             |  |
|                          | Te Ora Api o Porinetia       | Marcel Tuihani           | 4 606    | 3,69     |         |         | 0      | Nv.           |  |
|                          | E Reo Manahune               | Tauhiti Nena             | 2 503    | 2,00     | 0       | Nv.     |        |               |  |
|                          | Union populaire républicaine | Jérôme Gasior            | 1 441    | 1,15     | 0       | Nv.     |        |               |  |
|                          |                              |                          |          |          |         |         |        |               |  |
| Suffrages exprimés       | Suffrages exprimés           | Suffrages exprimés       | 124 990  | 98,32    | 135 699 | 98,34   |        |               |  |
| Votes blancs             | Votes blancs                 | Votes blancs             | 1 128    | 0,89     | 1 307   | 0,95    |        |               |  |
| Votes nuls               | Votes nuls                   | Votes nuls               | 1 006    | 0,79     | 979     | 0,71    |        |               |  |
| Total                    | Total                        | Total                    | 127 124  | 100      | 137 985 | 100     | 57     | en stagnation |  |
| Abstentions              | Abstentions                  | Abstentions              | 79 546   | 38,49    | 68 511  | 33,18   |        |               |  |
| Inscrits / Participation | Inscrits / Participation     | Inscrits / Participation | 206 670  | 61,51    | 206 496 | 66,82   |        |               |  |

Résultats selon l'axe gauche/droite. 
| Majorité absolue |        |          |
| ↓                |        |          |
| 8                | 38     | 11       |
| Tavini           | Tapura | Tahoeraa |

## Conséquences
Dans la soirée, Édouard Fritch s'exprime devant les caméras « Par  votre confiance, vous avez voté pour la paix et la stabilité de la Polynésie française. Je suis fier de vous, de votre choix. Par votre confiance, vous avez fait gagner la Polynésie. Le message que je retiendrai de ce scrutin : vous avez choisi le réalisme, vous avez choisi l’autonomie et non l'indépendance, vous avez choisi le développement et non l’assistanat. Pour manifester cette confiance, vous avez fait le choix de donner une majorité au Tapura (...) Cette majorité sera une majorité de travail, une majorité au service de l’intérêt du service général, une majorité qui mettra en œuvre le programme de la campagne (...) J’appelle les élus de quelque partis qu’ils soient de se rassembler pour lever ensemble le Pays. »
L'élection du président de la Polynésie française par l'assemblée a lieu le 18 mai 2018. Édouard Fritch est élu au premier tour avec 39 voix sur 57.